# لكمة صيعان (الطويلة)

تعديل مصدري - تعديل

لكمة صيعان هي إحدى قرى عزلة بني الخياط بمديرية الطويلة التابعة لمحافظة المحويت، بلغ تعداد سكانها 555 نسمة حسب تعداد اليمن لعام 2004.